# 大孟砖雕墙
大孟砖雕墙，是位于中国安徽省合肥市肥东县包公镇大孟村的一个明代古建筑，2013年被合肥市人民政府公布为第五批合肥市文物保护单位。
大孟砖雕墙是大孟村孟氏宗堂的砖雕墙，其雕刻内容组合了不同时空象征意义下的各类物象，具有较高的艺术价值。祠堂坐东北朝西南，占地1200平方米，建筑面积600平方米，二进五开间，通面阔18米，通进深32.35米。2001年入选第三批肥东县文物保护单位，2011年有修缮。